# Trygve Arnesen
Trygve Jonny Arnesen (ur. 11 grudnia 1915 w Oslo, zm. 3 maja 1987 tamże) – norweski piłkarz występujący na pozycji pomocnika lub napastnika, reprezentant Norwegii w latach 1938–1949.

## Kariera klubowa
Grę w piłkę nożną rozpoczął w wieku 13 lat w klubie SK Kampørn z Oslo. W 1935 roku włączono go do składu zespołu seniorów. W 1938 roku przeniósł się do Frigg Oslo FK, z którym wziął udział w premierowym sezonie ligowych mistrzostw Norwegii. Jesienią 1940 roku zawiesił karierę z powodu okupacji kraju przez nazistów, którzy zakazali wszelkiej zorganizowanej działalności sportowej. Pod koniec 1943 roku rozpoczął treningi w Vålerenga Fotball, która w ukryciu przed Gestapo rozgrywała mecze sparingowe z drużynami z okolic Oslo. Po wznowieniu rozgrywek w 1945 roku występował w barwach tego klubu w Kretsserien, będącą turniejem o mistrzostwo okręgu Oslo. W sezonie 1946/47 został z 21 bramkami w 22 spotkaniach najskuteczniejszym strzelcem drużyny. W sezonie 1947/48 jego klub został włączony w szeregi reaktywowanej Norgesserien. W sezonie 1948/49 z 7 zdobytymi bramkami został najlepszym strzelcem klubu w lidze i dotarł z Vålerengą do dwumeczu finałowego o mistrzostwo Norwegii, w którym jego zespół uległ Fredrikstad FK (1:3, 0:3). Po spadku Vålerengi do Landsdelsserien w 1952 roku zakończył karierę.

## Kariera reprezentacyjna
17 czerwca 1938 zadebiutował w reprezentacji Norwegii w wygranym 9:0 meczu przeciwko Finlandii w ramach Mistrzostw Nordyckich, w którym strzelił gola. Ogółem w latach 1938–1949 zaliczył w drużynie narodowej 15 występów i zdobył 4 bramki.

### Bramki w reprezentacji
| LP | Data             | Miejsce                | Przeciwnik | Bramka | Rezultat | Ranga meczu                     |
| -- | ---------------- | ---------------------- | ---------- | ------ | -------- | ------------------------------- |
| 1. | 17 czerwca 1938  | Ullevaal Stadion, Aker | Finlandia  | 9:0    | 9:0      | Mistrzostwa Nordyckie 1937–1947 |
| 2. | 4 września 1938  | Ullevaal Stadion, Aker | Szwecja    | 1:1    | 2:1      | Mecz towarzyski                 |
| 3. | 18 września 1938 | Ullevaal Stadion, Aker | Dania      | 1:0    | 1:1      | Mistrzostwa Nordyckie 1937–1947 |
| 4. | 11 czerwca 1947  | Ullevaal Stadion, Aker | Polska     | 2:0    | 3:1      | Mecz towarzyski                 |